# Mouroux
Mouroux es una comuna francesa, situada en el departamento de Sena y Marne, de la región de Isla de Francia.

## Demografía
| 1 841 | 1 829 | 2 246 | 2 834 | 3 594 | 4 201 | 4 671 | 5 104 | 5 491 | 5 869 |
| Para los censos de 1962 a 1999 la población legal corresponde a la población sin duplicidades (Fuente: INSEE [Consultar]) |       |       |       |       |       |       |       |       |       |